# تيرا 100
تيرا 100 (بالإنجليزية: Tera 100)‏ حاسوب فائق قامت BULL لصالح هيئة الطاقة الذرية والبديلة الفرنسية الفرنسي. تم إطلاقه في 26 مايو 2010 في إقليم إيسون الفرنسي، بأداء يبلغ 1 بيتا فلوبس وبحد أقصى 1.25 بيتا فلوبس، ويستخدم 7500 معالج إنتل زيون فيها 140000 نواة، وله ذاكرة 300 تيرابايت، ومساحة تخزين إجمالية 20 بيتابايت. يستخدم أداة لينكس بسيطة لإدارة الموارد لجدولة المهام. يعمل بنسخة معدلة من توزيعة ريد هات إنتربرايز لينكس.
حسب قائمة توب500 اعتبر في يونيو 2011 تاسع أسرع حاسوب في العالم.